# Manfred Linz
Manfred Linz (* 15. Mai 1945 in Weiden in der Oberpfalz; † 5. November 2004) war ein deutscher Fußballspieler, der im Jahr 1965 zwei Spiele in der deutschen Amateurnationalmannschaft bestritten hatte.

## Laufbahn

### Amateur bei der SpVgg Weiden, bis 1966
Das Offensivtalent Manfred Linz durchlief die gesamten Altersabschnitte in der Jugendabteilung seines Heimatvereines SpVgg Weiden. Mit den Blau-Schwarzen vom Stadion am Wasserwerk feierte er in seiner ersten Runde im Seniorenbereich, 1963/64, sofort die Meisterschaft in der Landesliga Mitte und damit den Aufstieg in die Bayernliga. In der höchsten Amateurklasse von Bayern folgte nahtlos der zweite Titelgewinn. Vor dem BC Augsburg und der SpVgg Bayreuth sicherten sich die Oberpfälzer 1965 die Meisterschaft und den Aufstieg in die Fußball-Regionalliga Süd. Für den 20-jährigen Flügelspieler Manfred Linz brachte diese Runde aber noch den Sieg im Länderpokal durch einen 3:2-Erfolg mit der Verbandsauswahl von Bayern – mit Torhüter Rudolf Netzel und den Verteidigern Josef Parzl und Heinz Wittmann – gegen Westfalen und am 2. Juni 1965 das Debüt in der Amateurnationalmannschaft. Beim 4:2-Erfolg in Winschoten gegen Holland setzte sich der deutsche Angriff mit Helmut Sandmann, Heinz-Herbert Kreh, Gerhard Faltermeier, Gerhard Neuser und Manfred Linz am linken Flügel zusammen. Der Weidener erzielte einen Treffer für die DFB-Amateure.
Mit Trainer Karel Finek trat der Aufsteiger Weiden in der Runde 1965/66 die sportliche Herausforderung in der Regionalliga Süd an. Das erste Heimspiel am 22. August 1965 gegen SV Waldhof Mannheim vor 8.500 Zuschauern, wurde mit 4:1 Toren gewonnen und als Doppeltorschützen zeichneten sich die Angreifer Jürgen Glinka und Manfred Linz dabei aus. Eine Niederlagenserie vom 12. bis zum 17. Spieltag mit dem Resultat von 0:12 Punkten ließ die Oberpfälzer mit 12:22 Punkten in den Tabellenkeller abrutschen, woraus sie sich in der Rückrunde nicht mehr befreien konnten. Das 20-jährige Talent Günter Helgert kam in dieser Regionalligarunde auch schon in zwölf Spielen zum Einsatz. Mit 27:41 Punkten stieg Weiden als 17. der Tabelle zusammen mit dem VfR Pforzheim und dem ESV Ingolstadt in das Amateurlager ab. Manfred Linz hatte für seinen Verein 29 Spiele absolviert und dabei acht Tore erzielt. Am 27. Oktober 1965 wurde Linz ein zweites Mal in die Amateurnationalmannschaft berufen. In Wiesbaden gab es einen 6:2-Erfolg gegen Finnland, wobei Mittelstürmer Dieter Zettelmaier drei Tore erzielte. Die Meisterschaft holte sich der 1. FC Schweinfurt 05 und verpflichtete zur Runde 1966/67 den Weidener Flügelspieler Manfred Linz.

### Schweinfurt 05, 1966 bis 1970
Die Leistung der Meisterschaftsrunde 1965/66 konnte Schweinfurt 05 als Titelverteidiger 1966/67 nicht wiederholen. Die Unterfranken kamen lediglich auf den zehnten Rang und lösten im Februar 1967 Trainer Gunther Baumann durch Bernd Oles ab. Linz kam an der Seite von Kurt Dachlauer, Robert Gehling, Heinz Krämer, Karl Metzger und Manfred Rühr auf 16 Einsätze und erzielte ein Tor. Als zur Runde 1967/68 der ungarische Altnationalspieler Jenő Vincze das Traineramt in Schweinfurt übernahm, ging es wieder in der Tabelle aufwärts. Dachlauer, Dieter Höller, Walter Hohnhausen und Manfred Linz (32 Spiele – sieben Tore) waren dafür in der Offensive die Garanten und Torhüter Manfred Kirsch stabilisierte die Abwehr der 05er, die den fünften Rang belegten. Der 5:1-Erfolg gegen den späteren Meister und Bundesligaaufsteiger Kickers Offenbach – DFB-Pokalsieger am 29. August 1970 – im Nachholspiel am 29. April 1970 gehört zu den herausragenden Spielen, die Manfred Linz mit Schweinfurt erlebt hat. Trainer Zlatko Čajkovski hatte mit den Kremers-Zwillingen, Roland Weida, Hans Reich, Egon Schmitt, Horst Gecks und Walter Bechtold mehrere Akteure im Team, die in der Regionalliga Süd deutlich herausragten. Linz absolvierte in seiner vierten Saison in Schweinfurt, 1969/70, 31 Spiele und erzielte vier Tore. Gemeinsam mit seinen Spielerkollegen Andreas Buß, Gerd Brunnhuber, Klaus Nahlik und Werner Rumpel kam er mit Schweinfurt auf den fünften Rang. Von 1965 bis 1970 absolvierte Manfred Linz 126 Regionalligaspiele und schoss dabei 27 Tore. Enge familiäre Verbundenheit zum Elternhaus waren 1970 der Hauptgrund für seine Rückkehr nach Weiden, obwohl er sich sportlich und privat in Schweinfurt gut aufgehoben und wohl gefühlt hatte. Ab der Saison 1970/71 spielte Linz wieder für die einheimische Spielvereinigung.

### Weiden, bis 1980
Im ersten Jahr, 1970/71, kam Weiden mit dem Rückkehrer Manfred Linz hinter dem Meister und Aufsteiger SpVgg Bayreuth auf den zweiten Platz in der Bayernliga und trat in den Spielen um die Deutsche Amateurmeisterschaft gegen die Amateure vom VfB Stuttgart an. Am 11. Juli 1971 standen die Weidener Vereinskollegen Günter Helgert und Manfred Linz in der bayerischen Verbandsauswahl die das Finale im Länderpokal mit 2:1 Toren nach Verlängerung in Bayreuth gegen den Niederrhein – mit Heiner Baltes, Reiner Hollmann, Rudolf Seliger, Klaus Wunder – gewann. Auch 1972 errang Weiden die Vizemeisterschaft in der Bayernliga.
Ab der Runde 1972/73 übte Linz das Amt des Spieler-Trainers beim SV 1903 Weiden aus und führte in der Runde 1978/79 den SV nach dem Titelgewinn in die Landesliga Mitte. Nach seiner erneuten Rückkehr zur Spielvereinigung im Jahre 1980 übte er dort 16 Jahre das Amt des Mannschaftsbetreuers aus und trainierte noch jahrelang diverse Jugendmannschaften.

## Beruflich
Beschäftigt war Manfred Linz zuerst bei der Bundesbahn in Weiden und später in deren Ausbesserungswerk in Schwandorf.